# Wigglesworth (Yorkshire du Nord)
Pour les articles homonymes, voir Wigglesworth.
Wigglesworth est un village et une paroisse civile du Yorkshire du Nord, en Angleterre.